# Набережные Выселки
Набережные Выселки — деревня в Куркинском районе Тульской области в составе сельского поселения Михайловское.

## География
Находится в юго-восточной части Тульской области на расстоянии приблизительно 25 км на северо-запад по прямой от поселка Куркино, административного центра района.

## История
В 1926 году здесь было учтено 145 дворов, в конце 1930-х годов — 42.

## Население
Постоянное население составляло 663 человека (1926 год), 10 (русские 100 %) в 2002 году, 12 в 2010.